# Пюбархе

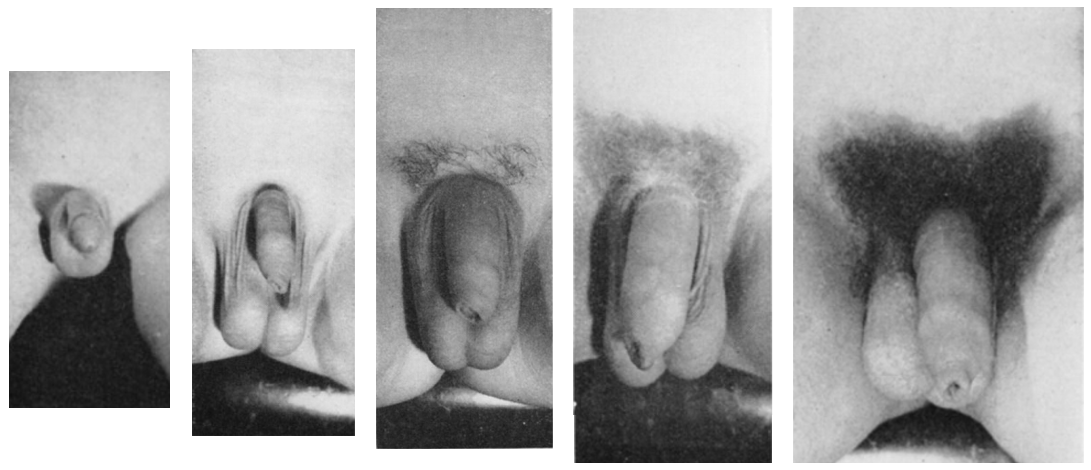
П'ять стадій шкали Таннера чоловічих статевих органів і лобкового волосся

Пюбархе (лат. pub-es «дорослий, той, що повністю виріс; чоловічний» + грец. ἀρχή «початок») — початок росту волосся на лобку в період статевого дозрівання . Пюбархе є однією з фізичних змін статевого дозрівання і може відбуватися незалежно від повного статевого дозрівання. Пюбархе зазвичай є наслідком підвищення рівня андрогенів, а не естрогенів у жінок, і андрогенів у чоловіків у надниркових залозах, яєчниках або яєчках, але також може бути результатом впливу анаболічних стероїдів . 
Якщо пюбархе виникає передчасно (у ранньому або середньому дитинстві), це називається передчасним пюбархе або передчасним статевим дозріванням і може потребувати оцінки. Передчасне адренархе є найчастішою причиною передчасного пюбархе. Ранні випадки можуть виникати внаслідок адреногенітального синдрома, андрогенпродукуючих пухлин надниркових або статевих залоз . Якщо адренархе, центральне статеве дозрівання, та всі патологічні стани виключені, термін ізольоване передчасне пюбархе використовується для опису непоясненого розвитку лобкового волосся в ранньому віці без інших гормональних або фізичних змін притаманних статевому дозріванню.

## Час настання

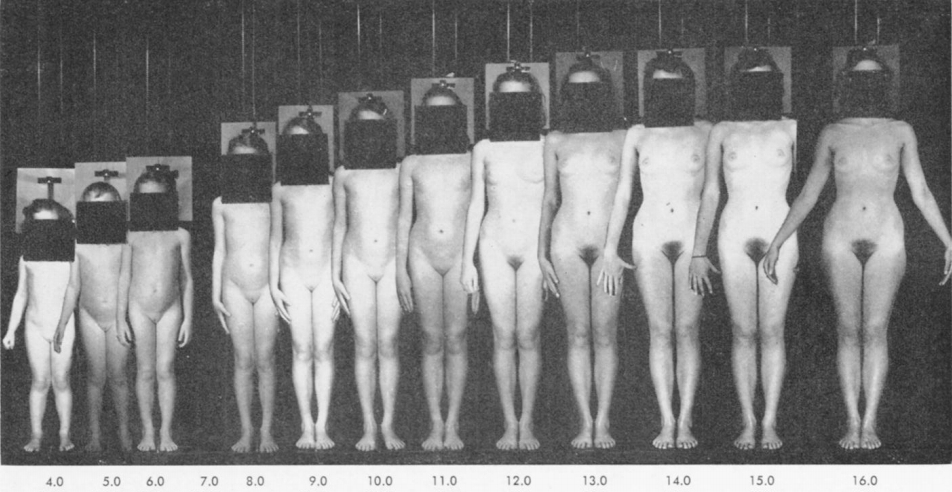
Стадії розвитку жіночих статевих органів і лобкового волосся в період статевого дозрівання

Час настання залежить від клімату, харчування, ваги, спадковості, соціально-побутових та інших факторів. Перше (і часто короткочасне) волосся на лобку внаслідок адренархе може з’явитися у віці 10–12 років перед статевим дозріванням.
Під час статевого дозрівання пюбархе зазвичай виникає раніше у жінок, ніж у чоловіків, як і з більшістю етапів статевого дозрівання та зі статевим дозріванням в цілому. Середній вік настання жінок коливається від 12 до 14 років, а чоловіків — 13-15 років.[джерело?]

## Зовнішні посилання
- електронна медицина